# ایو لوبت
ایو لوبت (با نام مستعار پوبلیمو)، زاده ۳۱ اکتبر ۱۹۵۸، در مستغانم (الجزایر سابق فرانسه)، یک راننده رالی بازنشسته فرانسوی است. پسر او، پیر لوئی لوبت نیز یک راننده رالی است.

## شغلی
او اولین حضور در مسابقات را در سال ۱۹۷۶ با یک اوپل کادت آغاز کرد. دومین حضور در سال ۱۹۸۷ و ۱۹۸۸ با خودرو لانچیا دلتا HF 4WD و مسابقات رسمی مارتینی اینترگریل، سومین حضور در در سال ۱۹۸۶ در گروه ای رالی با خودرو آلفا رومئو آلفتا، او همچنین پس از تصادف دلخراش هنری تویوونن و عقب‌نشینی راننده جایگزین او در این رالی شرکت کرده است. او همراه با لانچیا نیز در مسابقات رالی سن ریمو و مونت کارلو حضور پیدا کرده است.